# Sévignac
Sévignac (bret. Sevinieg) – miejscowość i gmina we Francji, w regionie Bretania, w departamencie Côtes-d’Armor.
Według danych na rok 1990 gminę zamieszkiwało 1075 osób, a gęstość zaludnienia wynosiła 25 osób/km² (wśród 1269 gmin Bretanii Sévignac plasuje się na 550. miejscu pod względem liczby ludności, natomiast pod względem powierzchni na miejscu 111.).